# Кубок світу з біатлону 2007—2008 — етап 2
Другий етап  Кубка світу з біатлону 2007–2008 відбувався в Гохфільцині, Австрія, з 6 грудня по  9 грудня 2007 року.

## Гонки
Розклад гонок наведено нижче
| Дата     | Час       | Гонка                            |
| -------- | --------- | -------------------------------- |
| 7 грудня | 11:30 CET | Чоловіки, спринт 10 км           |
| 7 грудня | 14:15 CET | Жінки, спринт 7,5 км             |
| 8 грудня | 13:00 CET | Чоловіки, переслідування 12,5 км |
| 8 грудня | 15:00 CET | Жінки, переслідування, 10 км     |
| 9 грудня | 11:00 CET | Чоловіки, естафета 4х7,5 км      |
| 9 грудня | 13:30 CET | Жінки, естафета 4х6 км           |

## Призери

### Чоловіки
| Гонка:                                                                        | Золото:                                                                           | Час                                           | Срібло:                                                        | Час                                                       | Бронза:                                                        | Час                                                       |
| Спринт 10 км Протокол [Архівовано 4 березня 2016 у Wayback Machine.]          | Дмитро Ярошенко Росія                                                             | 23:57.8 (0+1)                                 | Уле-Ейнар Б'єрндален Норвегія                                  | 24:35.5 (2+0)                                             | Андрій Маковеєв Росія                                          | 24:48.8 (1+1)                                             |
| Переслідування 12,5 км Протокол [Архівовано 2 грудня 2014 у Wayback Machine.] | Уле-Ейнар Б'єрндален Норвегія                                                     | 34:57.3 (0+1+1+3)                             | Дмитро Ярошенко Росія                                          | 35:26.0 (1+0+1+3)                                         | Даніель Граф Німеччина                                         | 35:58.9 (0+0+0+0)                                         |
| Естафета, 4х7,5 км Протокол [Архівовано 10 червня 2015 у Wayback Machine.]    | Норвегія Еміль Хегле Свендсен Александер Ус Халвар Ханевольд Уле-Ейнар Б'єрндален | 1:18:31.2 (0+3) (0+1) (0+1) (0+1) (0+0) (0+0) | Росія Іван Черезов Максим Чудов Микола Круглов Дмитро Ярошенко | 1:20:56.7 (0+0) (0+0) (0+0) (0+1) (0+2) (1+3) (0+1) (1+3) | Німеччина Міхаель Рьош Даніель Граф Карстен Пумп Міхаель Грайс | 1:21:27.8 (0+0) (0+3) (0+2) (0+2) (0+0) (0+1) (0+1) (0+0) |

### Жінки
| Гонка:                                                                          | Золото:                                                              | Час                                                     | Срібло:                                                                 | Час                                                       | Бронза:                                                                     | Час                                                       |
| Спринт, 7,5 км Протокол [Архівовано 6 листопада 2014 у Wayback Machine.]        | Сандрін Байї Франція                                                 | 21:53.0 (0+0)                                           | Катерина Юр'єва Росія                                                   | 22:11.8 (0+0)                                             | Каті Вільгельм Німеччина                                                    | 22:26.9 (0+0)                                             |
| Переслідування, 10 км Протокол [Архівовано 6 листопада 2014 у Wayback Machine.] | Сандрін Байї Франція                                                 | 31:37.7 (0+0+0+1)                                       | Катерина Юр'єва Росія                                                   | 32:09.1 (0+1+3+0)                                         | Каті Вільгельм Німеччина                                                    | 32:10.3 (1+0+0+0)                                         |
| Естафета 4 x 6 км Протокол [Архівовано 10 червня 2015 у Wayback Machine.]       | Німеччина Мартіна Бек Андреа Генкель Сімона Хаусвальд Каті Вільгельм | 1:23:35.0 (0+0 (0+2) (0+1 (0+3) (0+0) (0+1) (0+3) (0+0) | Росія Світлана Слєпцова Ольга Анісімова Тетяна Моїсєєва Катерина Юр'єва | 1:23:54.3 (0+1) (0+0) (0+0) (0+3) (0+2) (0+2) (0+0) (0+2) | Швеція Елізабет Геґберґ Анна Карін Зідек Анна Марія Нільссон Гелена Екгольм | 1:23:55.3 (0+0) (0+0) (0+0) (0+1) (0+2) (0+1) (0+0) (0+1) |